# Ларін Олексій Андрійович
Олексій Андрійович Ларін (нар. 4 липня 1994, Дніпропетровськ, Україна) — український футболіст, центральний захисник таджикистанського «Істіклола».

## Життєпис

### «Дніпро»
Народився в Дніпропетровську, вихованець місцевої ДЮСШ-12. З 2011 року перейшов у «Дніпро-2». Дебютував на професіональному рівні 23 липня 2011 року в програному (0:2) виїзному поєдинку 1-о туру групи Б Другої ліги проти дніпродзержинської «Сталі». Олексій вийшов на поле в стартовому складі та відіграв увесь матч. Першим голом на професіональному рівні відзначився 12 квітня 2012 року на 43-й хвилині програного (1:3) виїзного поєдинку 18-о туру групи Б Другої ліги проти «Полтави». Ларін вийшов на поле в стартовому складі та відіграв увесь матч. З 2012 року виступав за дубль дніпропетровського «Дніпра». Протягом цього часу 1 разу потрапив до заявки «дніпрян» на матч, 26 жовтня 2016 року в переможному поєдинку 1/8 фіналу кубку України проти чернігівської «Десни». Дніпропетровці з рахунком 7:6 пересогли чернігівський клуб, а Олексій просидів увесь матч на лаві для запасних.

### «Дунав» (Русе)
У січні 2017 року відправився на перегляд до болгарського клубу «Дунав», яке наприкінці місяця вражене грою Олексія запропонувала йому контракт. А вже 7 лютого Олексій поставив підпис під трудовою угодою з болгарським клубом, яка розрахована до літа 2018 року. Дебютував у Болгарській першій лізі 24 лютого 2017 року проти «Ботева» (Пловдив). Єдиним голом у футболці клубу з Русе відзначився 2 квітня 2017 року, в поєдинку проти «Славії» (Софія). По завершенні контракту з «Дунавом» залишив клуб, після чого підтримував форму з дніпровським «Дніпром».

### Подальша кар'єра
В листопаді 2018 року підписав контракт з «Арсеналом-Київ», але так і не дебютував за «канонірів» і на початку 2019 року став гравцем таджикистанського «Істіклола».

### Кар'єра в збірній
У 2011 році викликався до юнацької збірної України U-17, за яку зіграв 2 матчі.

## Статистика виступів

### Клубна
Станом на 20 березня 2018
| Клубні виступи           | Клубні виступи    | Клубні виступи    | Ліга  | Ліга | Кубок          | Кубок          | Континентальний | Континентальний | Інші  | Інші | Загалом | Загалом | Загалом |
| Клуб                     | Ліга              | Сезон             | Матчі | Голи | Матчі          | Голи           | Матчі           | Голи            | Матчі | Голи | Матчі   | Голи    |         |
| Україна                  | Україна           | Україна           | Ліга  | Ліга | Кубок України  | Кубок України  | Європа          | Європа          | Інші  | Інші | Загалом | Загалом |         |
| ------------------------ | ----------------- | ----------------- | ----- | ---- | -------------- | -------------- | --------------- | --------------- | ----- | ---- | ------- | ------- | ------- |
| Дніпро-2 та дубль Дніпро |                   | 2011–12           | 22    | 1    | –              | –              | –               | –               | –     | –    | 22      | 1       |         |
| Дніпро-2 та дубль Дніпро | 2012–13           | 6                 | 0     | –    | –              | –              | –               | –               | –     | 6    | 0       |         |         |
| Дніпро-2 та дубль Дніпро | 2013–14           | 6                 | 0     | –    | –              | –              | –               | –               | –     | 6    | 0       |         |         |
| Дніпро-2 та дубль Дніпро | 2014–15           | 24                | 1     | –    | –              | –              | –               | –               | –     | 24   | 1       |         |         |
| Дніпро-2 та дубль Дніпро | 2015–16           | 20                | 0     | –    | –              | –              | –               | –               | –     | 20   | 0       |         |         |
| Дніпро-2 та дубль Дніпро | 2016–17           | 18                | 1     | –    | –              | –              | –               | –               | –     | 18   | 1       |         |         |
| Дніпро-2 та дубль Дніпро | Загалом           | Загалом           | 95    | 3    | 0              | 0              | 0               | 0               | 0     | 0    | 95      | 3       |         |
| Болгарія                 | Болгарія          | Болгарія          | Ліга  | Ліга | Кубок Болгарії | Кубок Болгарії | Європа          | Європа          | Інші  | Інші | Загалом | Загалом |         |
| «Дунав» (Русе)           | Перша ліга        | 2016–17           | 10    | 1    | 1              | 0              | –               | –               | –     | –    | 11      | 1       |         |
| «Дунав» (Русе)           | Перша ліга        | 2017–18           | 16    | 0    | 1              | 0              | –               | –               | –     | –    | 17      | 0       |         |
| «Дунав» (Русе)           | Загалом           | Загалом           | 26    | 1    | 2              | 0              | 0               | 0               | 0     | 0    | 28      | 1       |         |
| Усього за кар'єру        | Усього за кар'єру | Усього за кар'єру | 121   | 4    | 2              | 0              | 0               | 0               | 0     | 0    | 123     | 4       |         |

1. ↑  Включаючи матчі за Суперкубок.
2. ↑  Включаючи матчі за Суперкубок Болгарії.

## Титули і досягнення
- Чемпіон Таджикистану (3):

«Істіклол»: 2019, 2020, 2021
- Володар Кубка Таджикистану (1):

«Істіклол»: 2019
- Володар Суперкубка Таджикистану (3):

«Істіклол»: 2019, 2020, 2021
- Володар Суперкубка Узбекистану (1):

«Пахтакор»: 2022